# Vorableitung

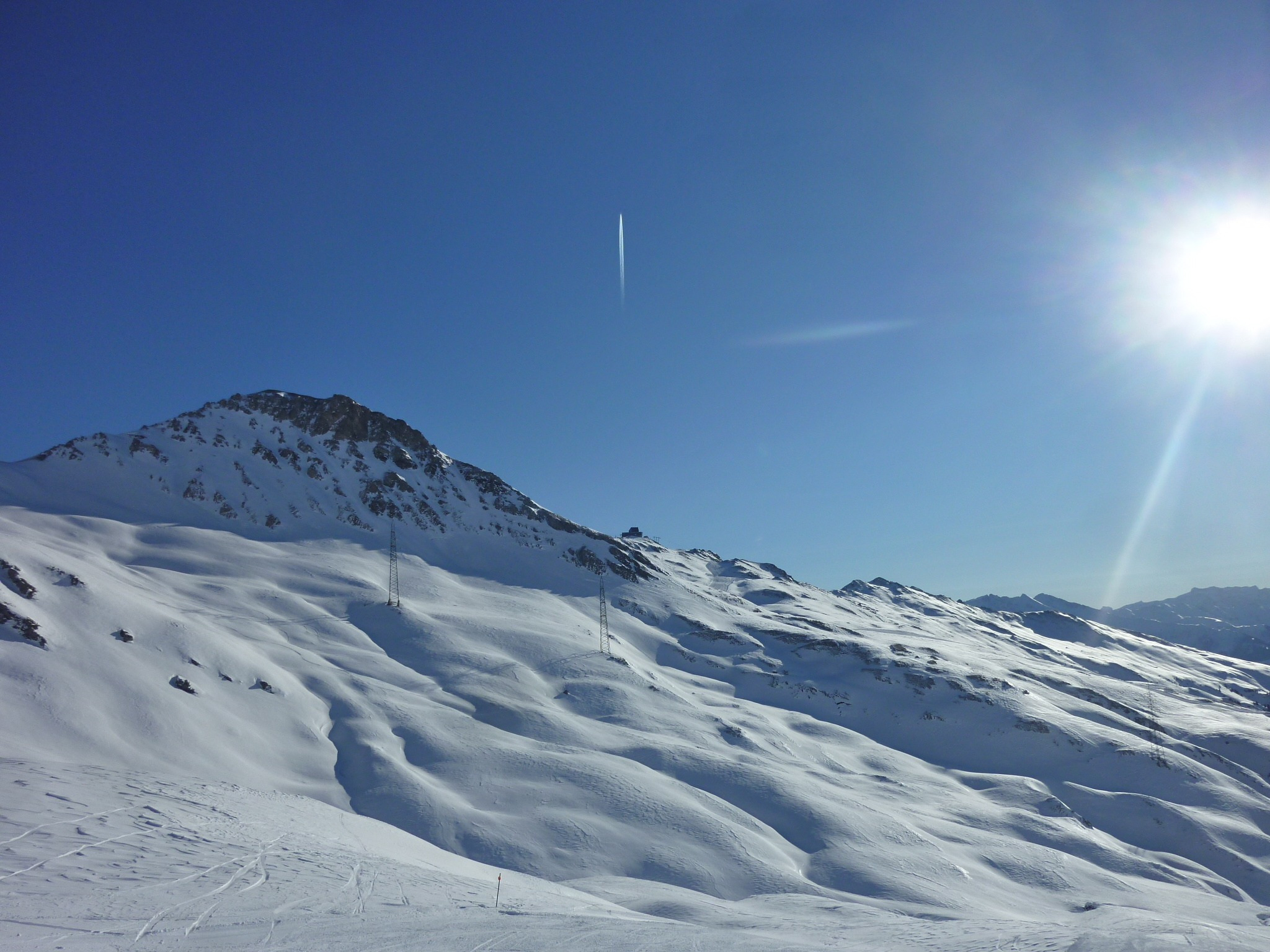
Die Vorableitung vor dem Crap Masegn

Die Vorableitung (benannt nach dem Gletscher oder Berg Vorab) oder 380/220-kV-Leitung Tavanasa–Grynau–Breite ist eine 103 Kilometer lange Höchstspannungsleitung in der Schweiz. Sie beginnt am zur Kraftwerke Vorderrhein gehörenden Kraftwerk Tavanasa/Obersaxen und endet im Unterwerk Breite bei Birchwil. Dabei führt sie durch die Kantone Graubünden, Glarus, St. Gallen und Zürich. Betreiber der Leitung ist wie im gesamten Schweizer Höchstspannungsnetz die Swissgrid AG.

## Streckenverlauf
Die Leitung beginnt in der Schaltanlage des Kraftwerkes Obersaxen/Tavanasa der Kraftwerke Vorderrhein AG, am Vorderrhein im Schweizer Kanton Graubünden. Sie führt mit zwei Stromkreisen (davon ein 220-kV- und ein 380-kV-Kreis) zunächst oberhalb der Surselva entlang und anschliessend Richtung Norden. Dabei wird das Plateau des Vorabgletschers tangiert. Hier erreicht sie eine Höhe von 2720 m ü. M., was sie zur am höchsten aufsteigenden Freileitung Europas macht. Nachdem die Grenze zum Kanton Glarus überquert wurde, teilen sich die Stromkreise auf zwei getrennte Leitungstrassen auf, die auf Deltamasten verlegt sind. Die im Jahr 1961 etwas nördlich errichteten, 32 Meter hohen Abspannmasten sind dabei um 18 Grad gegen die Vertikale geneigt, um die Resultierende der Zugkräfte der 2 benachbarten Felder ohne Biegemoment im Mast abstützen zu können. Die Spannkraft des Abschnitts über die Steilstufe (Schwarz Wändli in Richtung der Martinsmadhütte) ist dabei vor allem vom oberhalb liegenden Paar Masten zu tragen. Auf diesen Masten führt die Leitung ins Sernftal hinab und durchquert dieses bis in die Nähe von Schwanden, wo eine zweikreisige 380-kV-Leitung abzweigt und zu einer neu errichteten Schaltanlage der Kraftwerke Linth-Limmern führt.
Am östlichen Hang des Tales verläuft parallel zur Vorableitung die 220-kV-Leitung vom Kraftwerk Linthal nach Grynau. Nach der Querung des Escherkanales und dem Abstieg in die Linthebene führen parallel zusätzlich die 380-kV-Leitung Bonaduz–Breite, die 380/220-kV-Leitung Sils im Domleschg–Fällanden und einige Leitungen des Verteilnetzes, wobei erstgenannte mittels eines Donaumasten unterquert wird. Parallel verlaufen diese Leitungen über den Biberlichopf und die kanalisierte Linth entlang zum Unterwerk Grynau bei Uznach im Kanton St. Gallen. An dieses ist nur der 220-kV-Stromkreis angeschlossen, da eine 380-kV-Anlage fehlt.
Im Kanton Zürich durchquert die Leitung das Zürcher Oberland und verläuft ab Bäretswil wieder parallel zur von Bonaduz her kommenden 380-kV-Leitung, die ebenfalls im Unterwerk Breite endet. Von dort setzt sich eine zweikreisige 380-kV-Leitung zum Unterwerk Laufenburg fort.

### Bilder

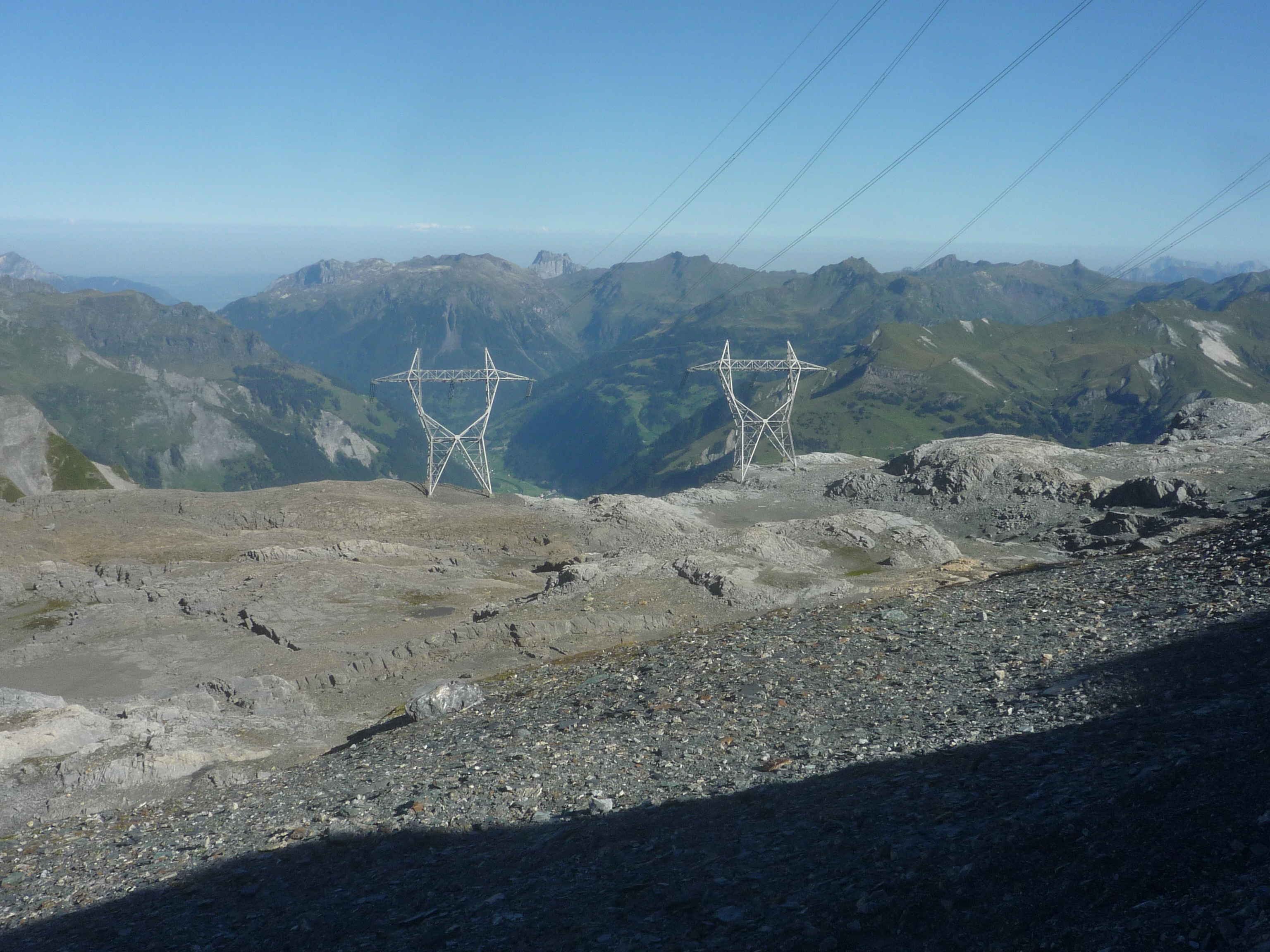
Die Vorableitung oberhalb der Schwarzen Wand aufgeteilt in zwei Bahnen …
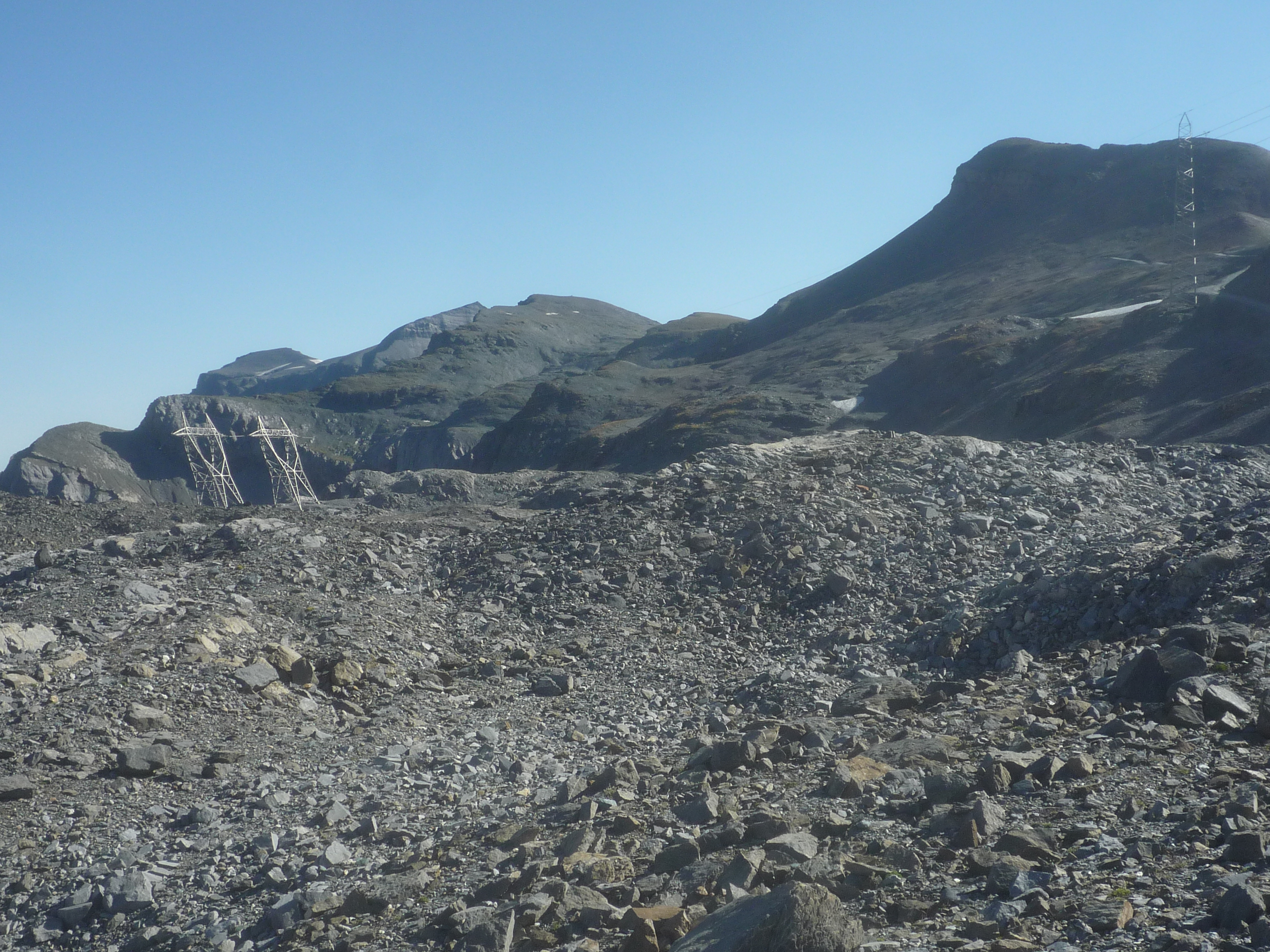
… rechts der letzte Einzelmast vor der Aufteilung. Gut sichtbar die Neigung der zwei Abspannmasten.
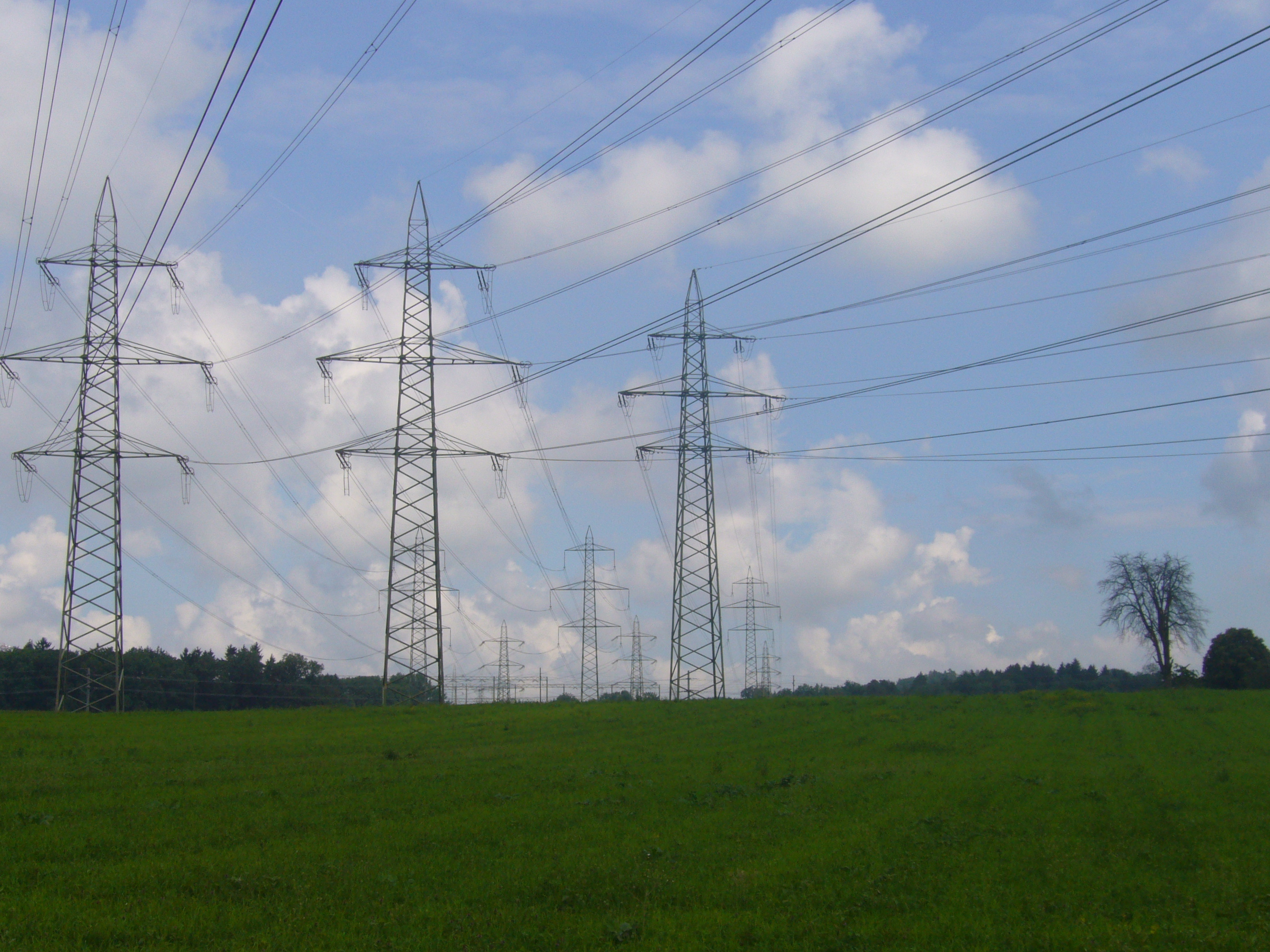
Die Leitung (ganz links) kurz vor dem Unterwerk Breite bei Nürensdorf
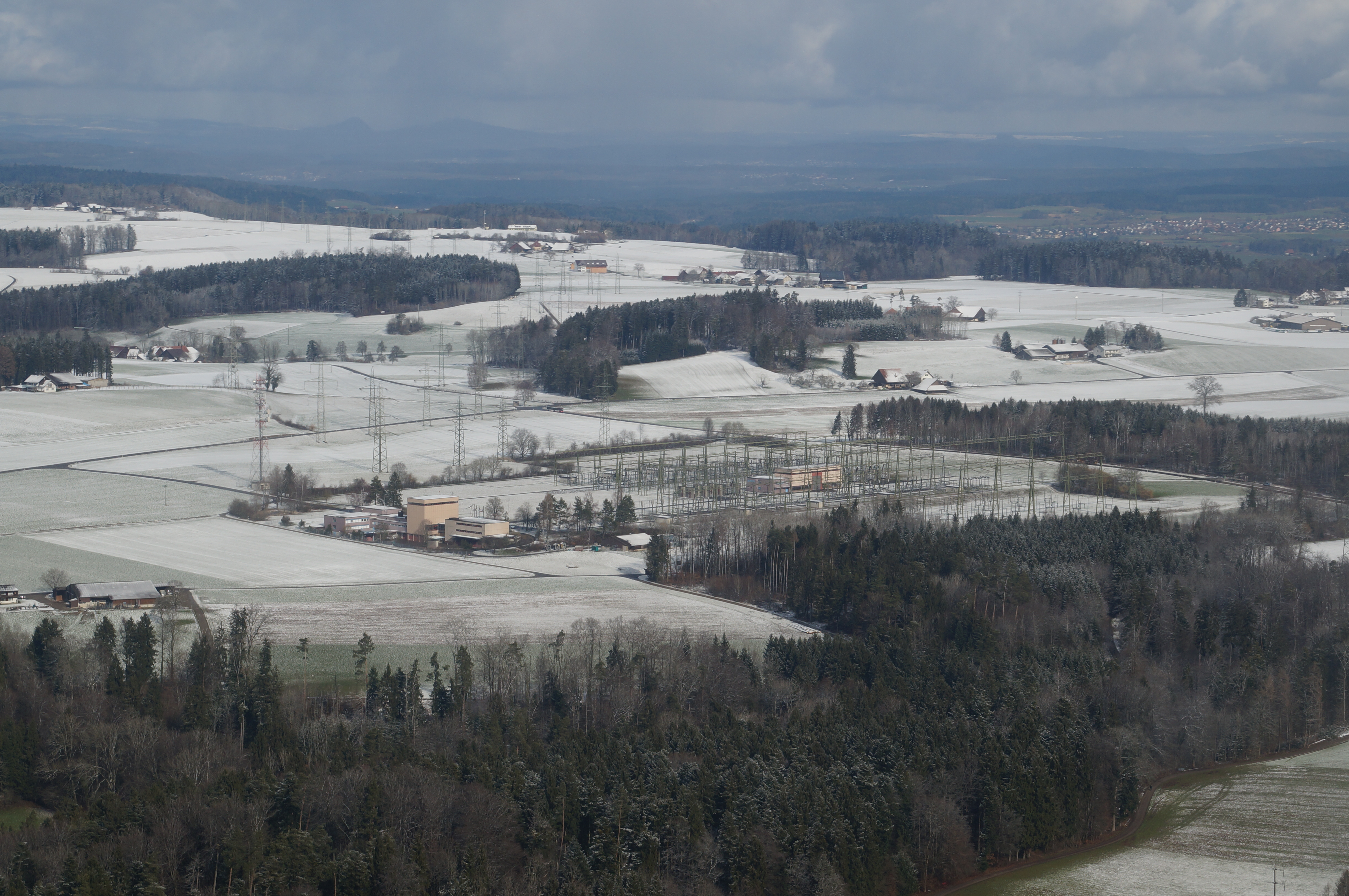
Unterwerk Breite

### Koordinaten
| Stelle                           | Koordinaten                                                          |
| -------------------------------- | -------------------------------------------------------------------- |
| Scheitelpunkt                    | 46° 52′ 42,9″ N, 009° 11′ 28,3″ O                                    |
| Trassenteilung                   | 46° 52′ 46,3″ N, 009° 11′ 28,9″ O                                    |
| 1. rechte und linke Abspannmaste | 46° 52′ 55,5″ N, 009° 11′ 25,1″ O;46° 52′ 54,3″ N, 009° 11′ 21,9″ O  |
| 2. rechte und linke Abspannmaste | 46° 53′ 11,8″ N, 009° 11′ 14,2″ O; 46° 53′ 12,1″ N, 009° 11′ 11,9″ O |
| 3. rechte und linke Abspannmaste | 46° 53′ 36,6″ N, 009° 11′ 22,6″ O; 46° 53′ 35,1″ N, 009° 11′ 09,9″ O |
| Zusammenführung                  | 46° 54′ 19,9″ N, 009° 11′ 33,2″ O                                    |

## Geschichte
Die Vorableitung wurde von 1960 bis 1965 im Zuge des Baus der Anlagen der Kraftwerke Vorderrhein durch die Nordostschweizerischen Kraftwerke (NOK) errichtet. Zusammen mit der am 20. November 1964 fertiggestellten 380-kV-Verbindung Sils/Tavanasa–Bonaduz–Breite stellte sie damals eine der ersten 380-kV-Leitungen der Schweiz dar und diente als zusätzliche Verbindung der Bündner Kraftwerke mit dem Ballungsraum Zürich. Bislang wurde der Transport von Elektrizität über grössere Strecken mittels 130-, 150- und 220-kV-Leitungen bewerkstelligt. Da die Übertragungsverluste mit diesen Spannungshöhen jedoch zu hoch waren (1963/64 wurden sie mit 10 % des gesamten Landesverbrauches angegeben) und in den Nachbarländern der Schweiz bereits seit einiger Zeit Leitungen mit dieser Spannungshöhe in Betrieb waren entschied man sich für den Ausbau des Schweizer Höchstspannungsnetzes auf 380 kV.
Ursprünglich war geplant, sie nicht über den Vorabgletscher, sondern etwas weiter westlich am Panixerpass über die Bergkette zu führen. Aufgrund eines Schiessplatzes war dies jedoch nicht möglich und die Leitung wurde zwischen Vorab und Piz Grisch über den Alpenkamm geführt.
Das Projekt Linthal2015 sah vor, die Kraftwerke Linth-Limmern für eine Produktion von 380 kV auszubauen. Deshalb wurde eine neue 380-kV-Leitung gebaut und bei Schwanden in die Vorableitung eingeschlauft.

## Störungen
Im Glarnerland ereignen sich regelmässig Föhnstürme. Am 16. Juli 2007 führte der Wind dazu, dass sich auf der Höhe von Sool beim Eingang ins Sernftal zwei der sechs Leiterseile zu nahe kamen und es zu einem Kurzschluss mit einem Störlichtbogen kam.